# Sainte-Dode
Pour la sainte chrétienne, voir sainte Dode.
Pour les articles homonymes, voir Dode.
Sainte-Dode (Senta Dora en gascon) est une commune française située dans le sud du département du Gers en région Occitanie. Sur le plan historique et culturel, la commune est dans le pays d'Astarac, un territoire du sud gersois très vallonné, au sol argileux, qui longe le plateau de Lannemezan.
Exposée à un climat océanique altéré, elle est drainée par la Baïse, l'Osse, la Bataillouze, le ruisseau de la Bassoue et par divers autres petits cours d'eau. La commune possède un patrimoine naturel remarquable composé de deux zones naturelles d'intérêt écologique, faunistique et floristique.
Sainte-Dode est une commune rurale qui compte 227 habitants en 2022, après avoir connu un pic de population de 892 habitants en 1831.  Ses habitants sont appelés les Sainte-Dodais ou  Sainte-Dodaises.
Le patrimoine architectural de la commune comprend deux  immeubles protégés au titre des monuments historiques : l'église Sainte-Dode, inscrite en 2007, et le temple protestant, inscrit en 2015.

## Géographie

### Localisation
Sainte-Dode est une commune de Gascogne située dans l'Astarac à 5,5 km à l'est de Miélan.

### Communes limitrophes
Les communes limitrophes sont  Bazugues, Miélan, Mont-de-Marrast, Montaut, Sadeillan et Saint-Michel.
|           | Bazugues        | Saint-Michel |
| Miélan    | Sainte-Dode     | Montaut      |
| Sadeillan | Mont-de-Marrast |              |

### Géologie et relief
Sainte-Dode se situe en zone de sismicité 2 (sismicité faible).

### Hydrographie

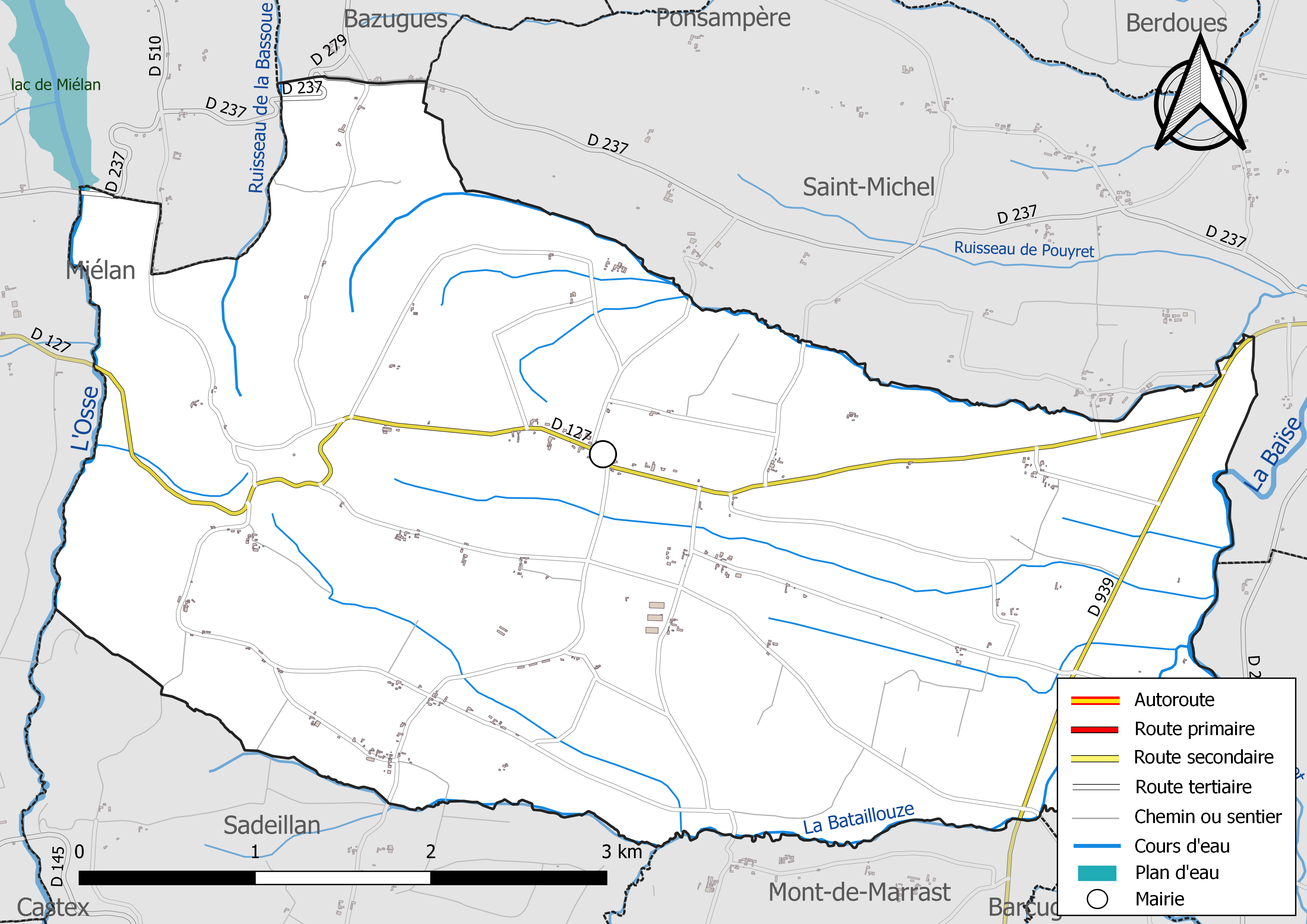
Réseaux hydrographique et routier de Sainte-Dode.

La commune est dans le bassin de la Garonne, au sein du bassin hydrographique Adour-Garonne. Elle est drainée par la Baïse, l'Osse, la Bataillouze, le ruisseau de la Bassoue et par divers petits cours d'eau, qui constituent un réseau hydrographique de 27 km de longueur totale,.
La Baïse, d'une longueur totale de 187,6 km, prend sa source dans la commune de Capvern et s'écoule vers le nord. Elle traverse la commune et se jette dans la Garonne à Saint-Léger, après avoir traversé 52 communes.
L'Osse, d'une longueur totale de 120,3 km, prend sa source dans la commune de Bernadets-Debat et s'écoule vers le nord. Il traverse la commune et se jette dans la Gélise à Andiran, après avoir traversé 36 communes.

### Climat
Pour des articles plus généraux, voir Climat de l'Occitanie et Climat du Gers.
En 2010, le climat de la commune est de type climat océanique altéré, selon une étude s'appuyant sur une série de données couvrant la période 1971-2000. En 2020, Météo-France publie une typologie des climats de la France métropolitaine dans laquelle la commune est toujours exposée à un climat océanique altéré et est dans la région climatique Aquitaine, Gascogne, caractérisée par une pluviométrie abondante au printemps, modérée en automne, un faible ensoleillement au printemps, un été chaud (19,5 °C), des vents faibles, des brouillards fréquents en automne et en hiver et des orages fréquents en été (15 à 20 jours).
Pour la période 1971-2000, la température annuelle moyenne est de 12,8 °C, avec une amplitude thermique annuelle de 14,9 °C. Le cumul annuel moyen de précipitations est de 878 mm, avec 10,5 jours de précipitations en janvier et 6,8 jours en juillet. Pour la période 1991-2020, la température moyenne annuelle observée sur la station météorologique la plus proche, située sur la commune de Sadeillan à 3 km à vol d'oiseau, est de 13,6 °C et le cumul annuel moyen de précipitations est de 900,9 mm,. Pour l'avenir, les paramètres climatiques de la commune estimés pour 2050 selon différents scénarios d'émission de gaz à effet de serre sont consultables sur un site dédié publié par Météo-France en novembre 2022.

### Milieux naturels et biodiversité

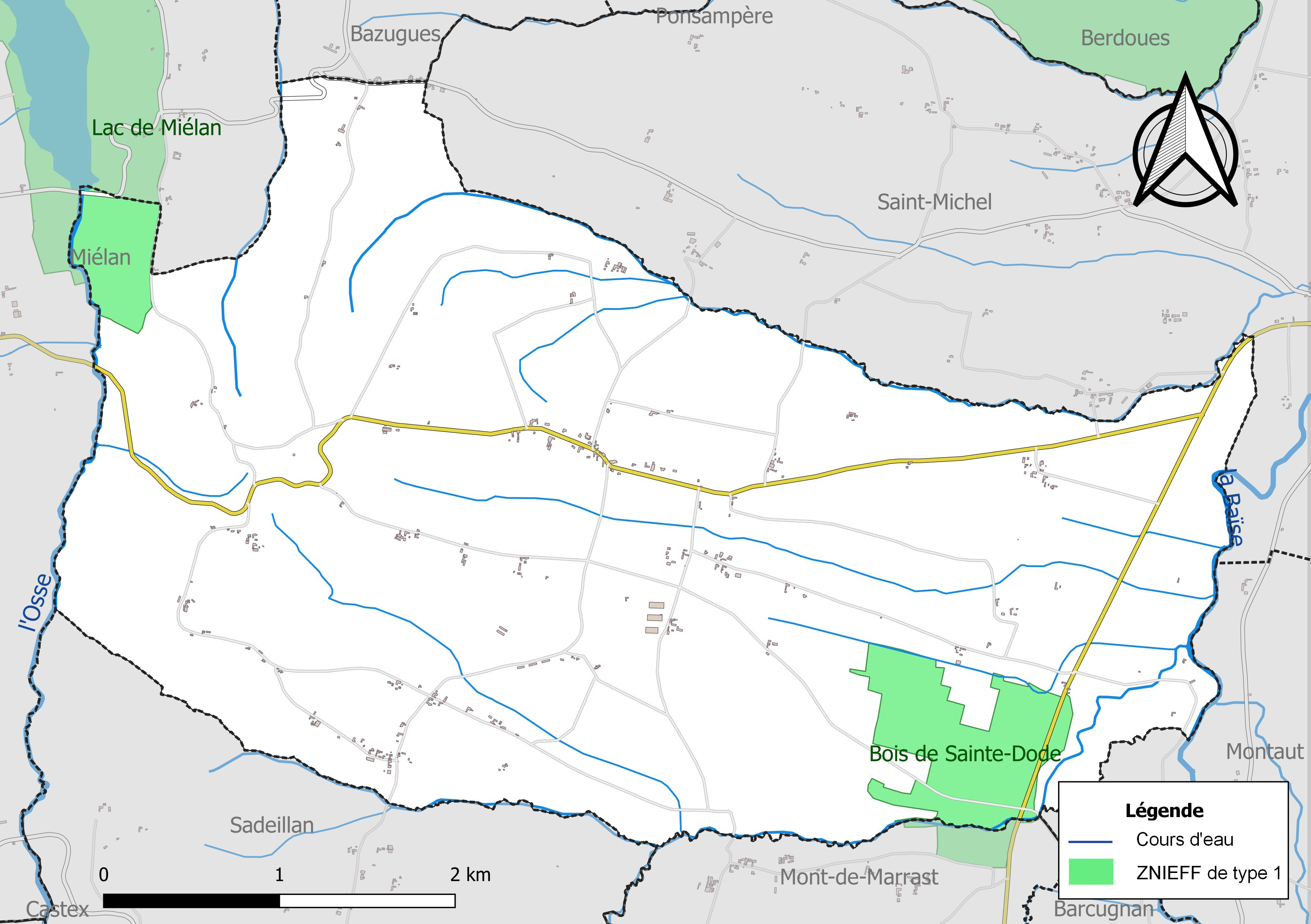
Carte des ZNIEFF de type 1 localisées sur la commune.

L’inventaire des zones naturelles d'intérêt écologique, faunistique et floristique (ZNIEFF) a pour objectif de réaliser une couverture des zones les plus intéressantes sur le plan écologique, essentiellement dans la perspective d’améliorer la connaissance du patrimoine naturel national et de fournir aux différents décideurs un outil d’aide à la prise en compte de l’environnement dans l’aménagement du territoire.
Deux ZNIEFF de type 1 sont recensées sur la commune :
le « bois de Sainte-Dode » (84 ha), couvrant 2 communes du département, et 
le « lac de Miélan » (195 ha), couvrant 3 communes du département.

## Urbanisme

### Typologie
Au 1er janvier 2024, Sainte-Dode est catégorisée commune rurale à habitat très dispersé, selon la nouvelle grille communale de densité à sept niveaux définie par l'Insee en 2022.
Elle est située hors unité urbaine et hors attraction des villes,.

### Occupation des sols
L'occupation des sols de la commune, telle qu'elle ressort de la base de données européenne d’occupation biophysique des sols Corine Land Cover (CLC), est marquée par l'importance des territoires agricoles (87 % en 2018), en augmentation par rapport à 1990 (85,8 %). La répartition détaillée en 2018 est la suivante : 
terres arables (66,8 %), zones agricoles hétérogènes (20 %), forêts (13 %), prairies (0,2 %). L'évolution de l’occupation des sols de la commune et de ses infrastructures peut être observée sur les différentes représentations cartographiques du territoire : la carte de Cassini (XVIIIe siècle), la carte d'état-major (1820-1866) et les cartes ou photos aériennes de l'IGN pour la période actuelle (1950 à aujourd'hui).

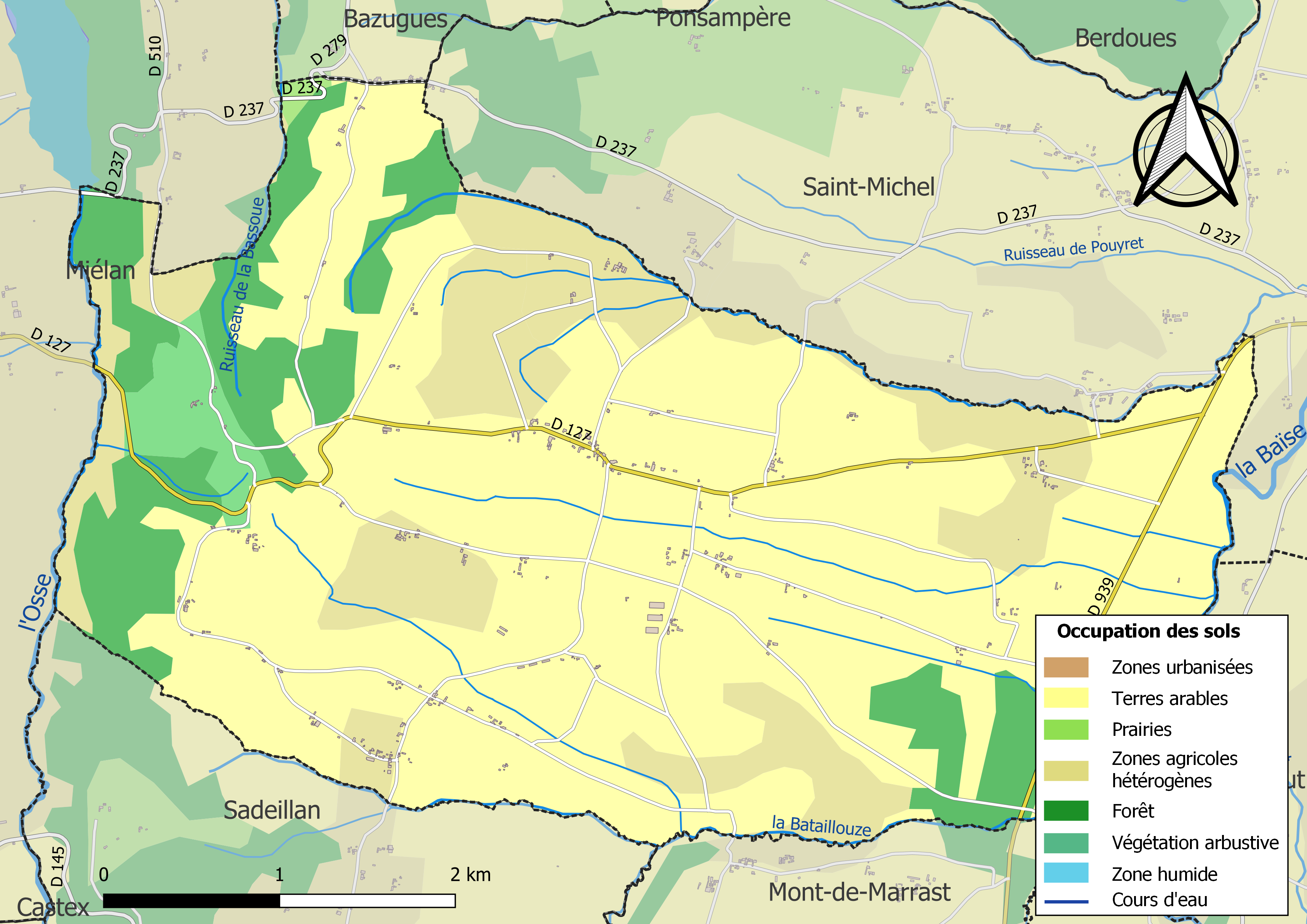
Carte des infrastructures et de l'occupation des sols de la commune en 2018 (CLC).

### Risques majeurs
Le territoire de la commune de Sainte-Dode est vulnérable à différents aléas naturels : météorologiques (tempête, orage, neige, grand froid, canicule ou sécheresse), inondations et séisme (sismicité faible). Un site publié par le BRGM permet d'évaluer simplement et rapidement les risques d'un bien localisé soit par son adresse soit par le numéro de sa parcelle.
Certaines parties du territoire communal sont susceptibles d’être affectées par le risque d’inondation par débordement de cours d'eau, notamment la Baïse et l'Osse. La cartographie des zones inondables en ex-Midi-Pyrénées réalisée dans le cadre du XIe Contrat de plan État-région, visant à informer les citoyens et les décideurs sur le risque d’inondation, est accessible sur le site de la DREAL Occitanie. La commune a été reconnue en état de catastrophe naturelle au titre des dommages causés par les inondations et coulées de boue survenues en 1988, 1999 et 2009,.

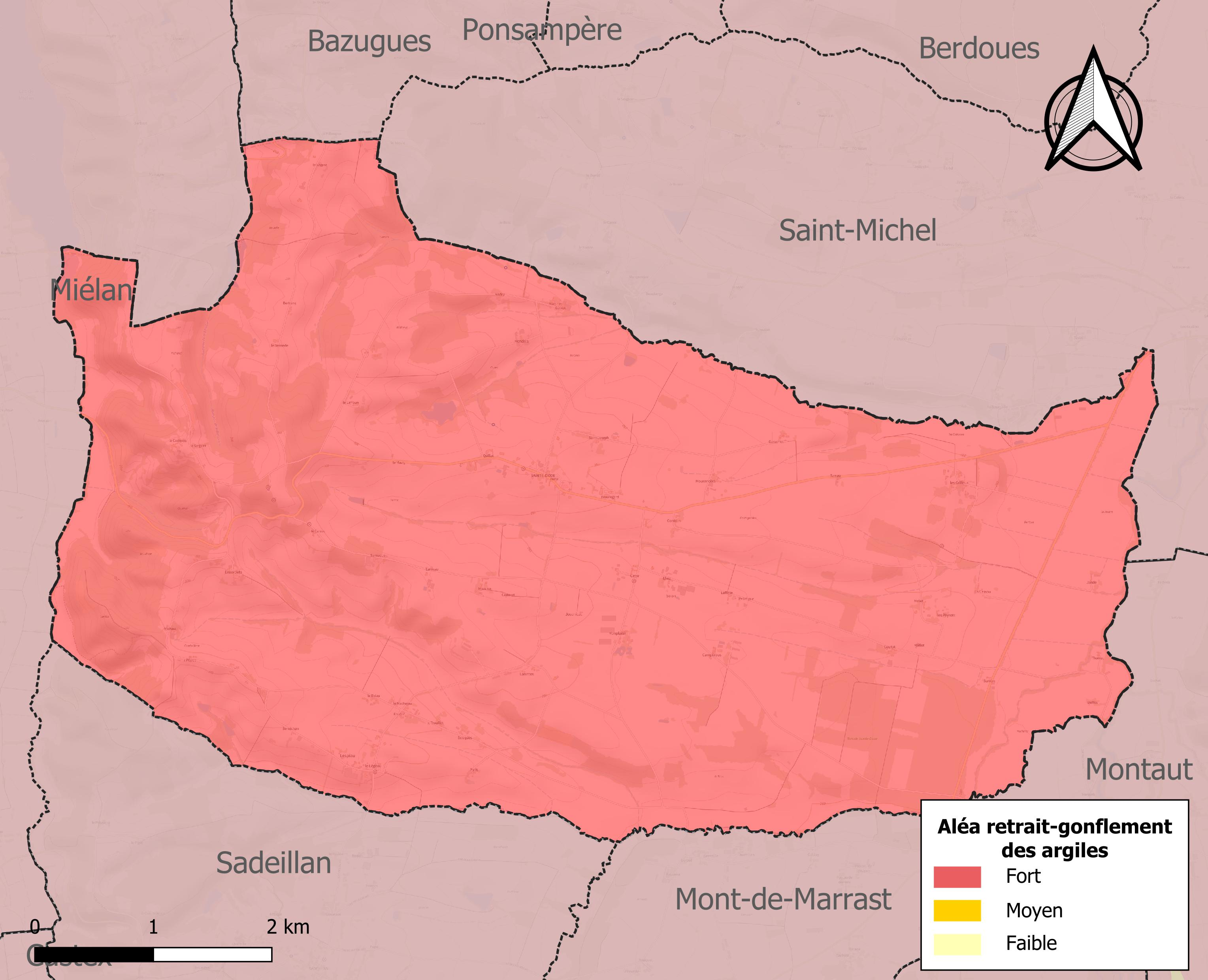
Carte des zones d'aléa retrait-gonflement des sols argileux de Sainte-Dode.

Le retrait-gonflement des sols argileux est susceptible d'engendrer des dommages importants aux bâtiments en cas d’alternance de périodes de sécheresse et de pluie. La totalité de la commune est en aléa moyen ou fort (94,5 % au niveau départemental et 48,5 % au niveau national). Sur les 118 bâtiments dénombrés sur la commune en 2019, 118 sont en aléa moyen ou fort, soit 100 %, à comparer aux 93 % au niveau départemental et 54 % au niveau national. Une cartographie de l'exposition du territoire national au retrait gonflement des sols argileux est disponible sur le site du BRGM,.
Par ailleurs, afin de mieux appréhender le risque d’affaissement de terrain, l'inventaire national des cavités souterraines permet de localiser celles situées sur la commune.
Concernant les mouvements de terrains, la commune a été reconnue en état de catastrophe naturelle au titre des dommages causés par la sécheresse en 1989, 1993 et 2012 et par des mouvements de terrain en 1999.

## Histoire
Le comte d'Astarac Guillaume Ier était très pieux. Il avait donné l'église Sainte-Aurence à l'archevêque d'Auch. Il céda le monastère de Sainte-Dode qu'il avait fondé en 1034 à l'abbaye de Simorre et l'abbaye de Pessan l'année suivante. Le monastère a été transformé en prieuré puis est passé dans le premier tiers du XVIIe siècle aux Jésuites d'Auch. Ces derniers ont détruit les bâtiments du prieuré pour construire une maison à l'aspect de château appelé Beauregard. Ils le gardèrent jusqu'à leur expulsion de France, en 1764. L'église a conservé du bâtiment initial roman la porte latérale sud, datant probablement du XIIe siècle.
Sainte-Dode, avec Miélan, était une des nombreuses enclaves de la Jugerie de Rivière-Verdun jusqu'à la Révolution.

## Politique et administration

### Liste des maires
| Période                                  | Période  | Identité           | Étiquette | Qualité                                        |
| ---------------------------------------- | -------- | ------------------ | --------- | ---------------------------------------------- |
| mars 2001                                | 2014     | Jean-Pierre Ricaud |           |                                                |
| mars 2014                                | En cours | Hervé Tujague      | PS        | Agriculteur Suppléant au Conseil Départemental |
| Les données manquantes sont à compléter. |          |                    |           |                                                |

## Population et société

### Démographie
| 1793 | 1800 | 1806 | 1821 | 1831 | 1841 | 1846 | 1851 | 1856 |
| ---- | ---- | ---- | ---- | ---- | ---- | ---- | ---- | ---- |
| 688  | 649  | 820  | 853  | 892  | 883  | 841  | 804  | 774  |

| 1861 | 1866 | 1872 | 1876 | 1881 | 1886 | 1891 | 1896 | 1901 |
| ---- | ---- | ---- | ---- | ---- | ---- | ---- | ---- | ---- |
| 731  | 776  | 738  | 720  | 682  | 634  | 579  | 551  | 523  |

| 1906 | 1911 | 1921 | 1926 | 1931 | 1936 | 1946 | 1954 | 1962 |
| ---- | ---- | ---- | ---- | ---- | ---- | ---- | ---- | ---- |
| 514  | 503  | 441  | 436  | 415  | 412  | 395  | 361  | 354  |

| 1968 | 1975 | 1982 | 1990 | 1999 | 2006 | 2011 | 2016 | 2021 |
| ---- | ---- | ---- | ---- | ---- | ---- | ---- | ---- | ---- |
| 322  | 285  | 260  | 264  | 238  | 232  | 223  | 213  | 219  |

| 2022 | - | - | - | - | - | - | - | - |
| ---- | - | - | - | - | - | - | - | - |
| 227  | - | - | - | - | - | - | - | - |

## Économie

### Revenus
En 2018  (données Insee publiées en septembre 2021), la commune compte 94 ménages fiscaux, regroupant 209 personnes. La médiane du revenu disponible par unité de consommation est de 21 360 € (20 820 € dans le département).

### Emploi
|                | 2008  | 2013  | 2018  |
| -------------- | ----- | ----- | ----- |
| Commune        | 4,5 % | 3 %   | 8,9 % |
| Département    | 6,1 % | 7,5 % | 8,2 % |
| France entière | 8,3 % | 10 %  | 10 %  |

En 2018, la population âgée de 15 à 64 ans s'élève à 109 personnes, parmi lesquelles on compte 81,3 % d'actifs (72,3 % ayant un emploi et 8,9 % de chômeurs) et 18,8 % d'inactifs,. En  2018, le taux de chômage communal (au sens du recensement) des 15-64 ans est supérieur à celui du département, mais inférieur à celui de la France, alors qu'il était inférieur à celui du département et de la France en 2008.
La commune est hors attraction des villes,. Elle compte 29 emplois en 2018, contre 37 en 2013 et 38 en 2008. Le nombre d'actifs ayant un emploi résidant dans la commune est de 82, soit un indicateur de concentration d'emploi de 35,9 % et un taux d'activité parmi les 15 ans ou plus de 50,3 %.
Sur ces 82 actifs de 15 ans ou plus ayant un emploi, 24 travaillent dans la commune, soit 30 % des habitants. Pour se rendre au travail, 78,6 % des habitants utilisent un véhicule personnel ou de fonction à quatre roues, 3,6 % s'y rendent en deux-roues, à vélo ou à pied et 17,9 % n'ont pas besoin de transport (travail au domicile).

### Activités hors agriculture
23 établissements sont implantés  à Sainte-Dode au 31 décembre 2019.
Le secteur de l'industrie manufacturière, des industries extractives et autres est prépondérant sur la commune puisqu'il représente 34,8 % du nombre total d'établissements de la commune (8 sur les 23 entreprises implantées  à Sainte-Dode), contre 12,3 % au niveau départemental.

### Agriculture
La commune est dans l'Astarac, une petite région agricole englobant tout le Sud du département du Gers, un quart de sa superficie, et correspond au pied de lʼéventail gascon. En 2020, l'orientation technico-économique de l'agriculture  sur la commune est la polyculture et/ou le polyélevage.
|               | 1988  | 2000  | 2010  | 2020  |
| ------------- | ----- | ----- | ----- | ----- |
| Exploitations | 40    | 28    | 19    | 20    |
| SAU (ha)      | 1 316 | 1 324 | 1 252 | 1 054 |

Le nombre d'exploitations agricoles en activité et ayant leur siège dans la commune est passé de 40 lors du recensement agricole de 1988  à 28 en 2000 puis à 19 en 2010 et enfin à 20 en 2020, soit une baisse de 50 % en 32 ans. Le même mouvement est observé à l'échelle du département qui a perdu pendant cette période 51 % de ses exploitations,. La surface agricole utilisée sur la commune a également diminué, passant de 1 316 ha en 1988 à 1 054 ha en 2020. Parallèlement la surface agricole utilisée moyenne par exploitation a augmenté, passant de 33 à 53 ha.

## Culture locale et patrimoine

### Lieux et monuments

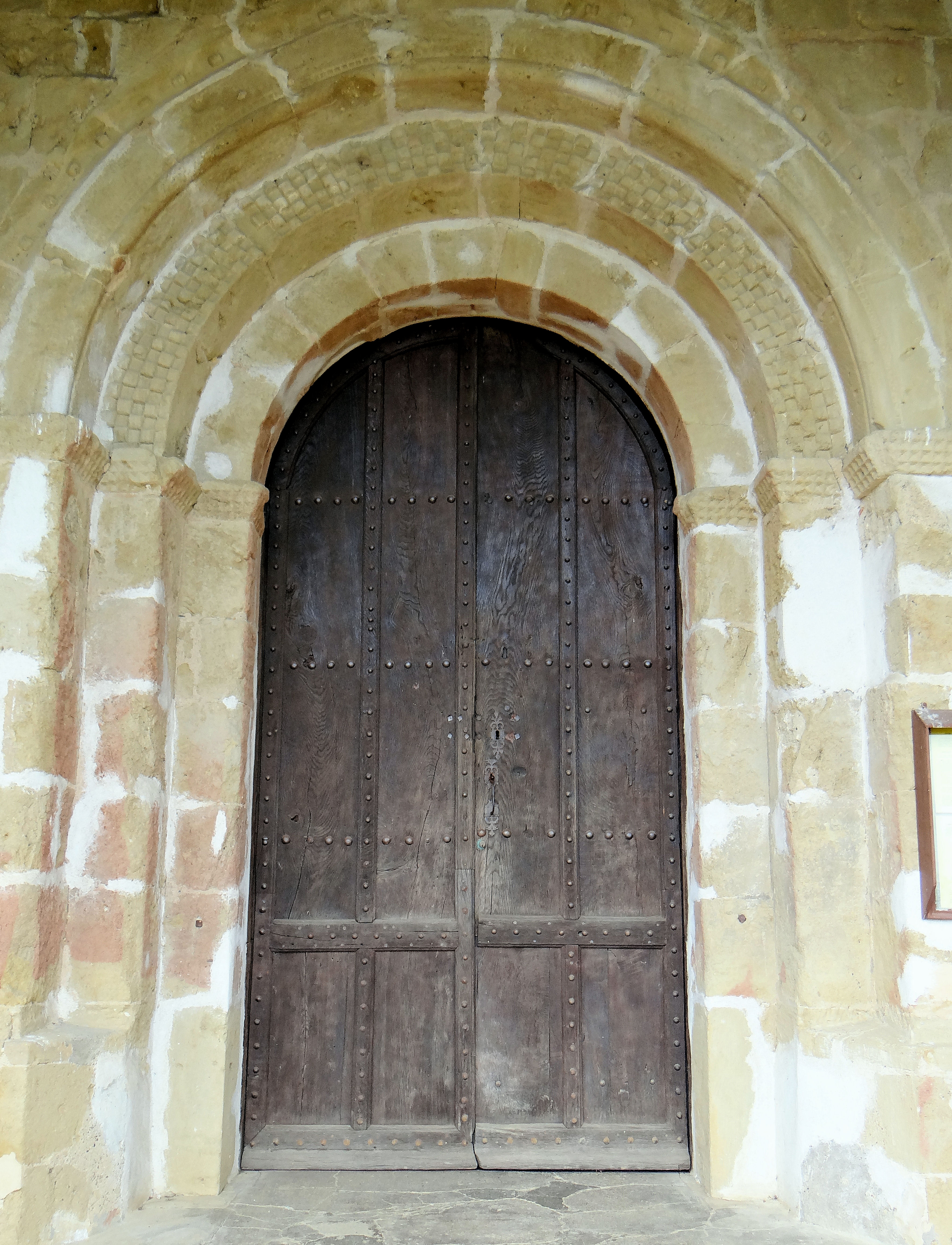
Portail roman.

- L'église Sainte-Dode est une église avec un portail de style roman datant du XIIe siècle ( Inscrit MH (2007)).
- Le temple protestant édifié en 1900, aujourd'hui désaffecté, inscrit monument historique en 2015[34].
- Château de Beauregard. Propriété privée, ne se visite pas.
- Motte castrale du Castéras.
- Château de Champagne. Le bâtiment principal a disparu en élévation ; seule subsiste une partie des communs. Propriété privée, ne se visite pas.
- Château des Couteaux. Propriété privée, ne se visite pas.
- Motte castrale de Las Crouts de Gardo, motte rectangulaire en partie fossoyée.

### Personnalités liées à la commune
- Aurore Tillac (1980-)  cheffe du chœur de l'Armée française à la Garde républicaine, née dans une famille d'agriculteurs de Sainte-Dode.

### Culture populaire
Cette commune est le lieu géographique où est située la chronique Les Feux de Labours des humoristes du Duo des Non.